# Pangrangiola propria
Pangrangiola propria är en insektsart som beskrevs av Andrej Vasiljevitj Gorochov 2004. Pangrangiola propria ingår i släktet Pangrangiola och familjen syrsor. Inga underarter finns listade i Catalogue of Life.